# Nina Polak
Nina-Marie Polak (Haarlem, 25 juni 1986) is een Nederlands schrijver en toneelschrijver van fictie en non-fictie. Ze debuteerde in 2014 met We zullen niet te pletter slaan. Deze roman werd driemaal genomineerd voor een prijs.

## Biografie
Ze groeide op in Haarlem, dochter van de psychiater Machiel Polak en interieurontwerpster Mara Eijsbouts, die ze zelf omschreef als een kunstenaarstype. Haar ouders scheidden tijdens haar middelbare-schoolperiode.
Ze doorliep van 1999 tot 2005 het Lyceum Sancta Maria aldaar. Na een tussenjaar ging ze Nederlandse taal en cultuur studeren aan de Universiteit van Amsterdam. Van 2006 tot 2010 deed ze de bachelorstudie; tussen 2010 en 2012 de masterstudie Cultural Analysis, een studie die ze voortzette in New York. Tijdens haar studie was ze van 2009 tot 2012 redactrice van het Amsterdamse studentenweekblad Propria Cures. Verder publiceerde zij aanvankelijk voor De Gids en De Groene Amsterdammer. Vanaf 2013 is ze ook correspondent cultuur voor De Correspondent. Thema’s zijn Modern leven en Modern lijden, dat laatste over opzet en behandelingen binnen de psychiatrie. Ze omschrijft zichzelf als lesbisch nihilist.

## Ander werk
In 2017 verscheen een tweeluik van de NTR met Polak en Adriaan van Dis waarin beide schrijvers met elkaar worden vergeleken in leven en werk.
Op 22 september 2021 ging Een vrouw blijft thuis in première, het eerst geschreven toneelstuk van Polak. In 2023 volgde Wildfire, een theaterstuk gebaseerd op Max en de Maximonsters van Maurice Sendak. Het zal in de zomer van 2023 worden uitgevoerd door Orkater onder leiding van Belle van Heerikhuizen in het openluchttheater in het Amsterdamse Bos.

## Bestseller 60
| Boeken met noteringen in de Nederlandse Bestseller 60 | Jaar van verschijnen | Datum van binnenkomst | Hoogste positie | Aantal weken | Opmerkingen |
| ----------------------------------------------------- | -------------------- | --------------------- | --------------- | ------------ | ----------- |
| Buitenleven                                           | 2022                 | 01-06-2022            | 58              | 2            |             |

## Prijzen
- 2018: BNG Bank Literatuurprijs voor Gebrek is een groot woord[4]
- 2020: De Inktaap voor Gebrek is een groot woord[5]
- 2022: BruutTAAL Regenboogboek van het jaar voor Buitenleven[6]
- 2022: de Jonge Veer[7]

- Gemeinsame Normdatei: 1051143349
- International Standard Name Identifier: 0000 0004 3438 3484
- Library of Congress Control Number: no2015132377
- Nederlandse Thesaurus van Auteursnamen: 374753679
- Système universitaire de documentation: 25082275X
- Virtual International Authority File: 308710533
- WorldCat: E39PBJbWrfTPt8V8dcBxmt8Hmd